# Juana de Arco en la coronación de Carlos VII
Juana de Arco en la coronación de Carlos VII, en la catedral de Reims (en francés, Jeanne d’Arc au sacre du roi Charles VII) es un cuadro del pintor francés Dominique Ingres. Data del año 1854 y se trata de un óleo sobre lienzo que mide 240 cm de alto por 178 cm de ancho. Se conserva actualmente en el Museo del Louvre de París, Francia.
Se trata de un cuadro perteneciente al género de la pintura histórica, que Ingres cultivó sobre todo a partir de su estancia en Italia. En este tipo de obras, Ingres procuraba fusionar el estilo de su maestro, Jacques-Louis David, con el llamado estilo trovador, esto es, un género de pintura histórica en el Romanticismo de Francia que evoca el pasado no clásico. Para este tipo de escenas, Ingres solía dibujar en bocetos preparatorios a un modelo viviente, desnudo, antes de vestirlo o de envolverlo con tejidos reales.
Este cuadro, pintado al final de la vida el pintor, fue un encargo realizado en 1852 por el director de la Academia de Bellas Artes de Orléans para conmemorar a Santa Juana de Arco.
Ingres representa un asunto medieval: Juana de Arco, erguida con una bandera, en la coronación de Carlos VII en la catedral de Reims. Se presenta como una doncella victoriosa que alza los ojos al cielo indicando así de quién considera que es realmente la victoria. Detrás de ella se observa a tres pajes, el monje Jean Paquerel y un funcionario en el que Ingres se autorretrató, todos ellos reverenciando a la doncella.
La escena se enmarca en un ambiente de lujo con objetos suntuosos y ricas telas que Ingres dibuja con precisión y a los que dota de colores brillantes.